# Laura Katharina Sophia Neumann
Laura Katharina Sophia Neumann (* 1985 in Viersen) ist eine deutsche Rechtswissenschaftlerin und Hochschullehrerin an der Universität Mannheim.

## Leben
Nach dem Abitur 2005 am Erasmus-von-Rotterdam-Gymnasium Viersen nahm Neumann im Wintersemester 2005/06 das Studium der Rechtswissenschaften an der Ruprecht-Karls-Universität Heidelberg auf. 2008 wechselte sie an die Universität München, wo sie 2011 ihr Erstes Staatsexamen ablegte. 2014 wurde sie von der Universität München mit der von Helmut Satzger betreuten Schrift Das US-amerikanische Strafrechtssystem als Modell für die vertikale Kompetenzverteilung im Strafrechtssystem der EU? zur Dr. iur. promoviert. In der Folge leistete sie am Landgericht Münster ihr Rechtsreferendariat ab, das sie im August 2015 mit dem Zweiten Staatsexamen abschloss. Im Anschluss widmete sie sich ihrer, ebenfalls von Helmut Satzger betreuten, Habilitation. Mit der Habilitationsschrift Das Aufsichtssanktionenrecht europäischer Agenturen – Grundlagen einer neuen Strafrechtsart entwickelt am Beispiel des supranationalen EU-Kapitalmarktstrafrechts erhielt sie von der Universität München im Juli 2022 die venia legendi für die Fächer Deutsches, Europäisches und Internationales Strafrecht und Strafprozessrecht, Wirtschaftsstrafrecht und Strafrechtsvergleichung.
Bereits vor Abschluss ihrer Habilitation vertrat Neumann ab dem Wintersemester 2020/21 Lehrstühle an den Universitäten Leipzig, Hamburg, Mannheim, Heidelberg und Frankfurt/Oder. Von April bis Juli 2023 war sie Universitätsprofessorin für Strafrecht und Strafprozessrecht unter Einschluss europäischer, internationaler und vergleichender Bezüge sowie Wirtschaftsstrafrecht an der Universität Bremen. Seit August 2023 hat sie den Lehrstuhl für Deutsches, Europäisches und Internationales Strafrecht, Strafprozessrecht und Wirtschaftsstrafrecht an der Universität Mannheim inne.

## Forschung und Lehre
Neumanns Forschungsschwerpunkte liegen im deutschen, europäischen und internationalen Strafrecht und Strafprozessrecht sowie dem Wirtschaftsstrafrecht und der Strafrechtsvergleichung mit besonderem Fokus auf europäischem Wirtschaftsstrafrecht, speziell EU-Kapitalmarktstrafrecht, sowie Strafrechtssystemforschung.

## Schriften (Auswahl)
- Das US-amerikanische Strafrechtssystem als Modell für die vertikale Kompetenzverteilung im Strafrechtssystem der EU? Nomos, Baden-Baden 2015, ISBN 978-3-8487-1867-2 (Dissertation).
- Das Aufsichtssanktionenrecht europäischer Agenturen. Springer, Berlin, Heidelberg 2024, ISBN 978-3-662-66951-8 (Habilitationsschrift).